# Василівська волость (Слов'яносербський повіт)
Василівська волость — історична адміністративно-територіальна одиниця Слов'яносербського повіту Катеринославської губернії.
Станом на 1886 рік складалася з 5 поселень, 6 сільських громад. Населення — 1258 осіб (670 чоловічої статі та 588 — жіночої), 231 дворове господарство.
|                     | Площа, десятин | У тому числі орної, дес. |
| ------------------- | -------------- | ------------------------ |
| Сільських громад    | 2232           | 740                      |
| Приватної власності | 6810           | 2202                     |
| Іншої власності     | 165            | 55                       |
| Загалом             | 9207           | 2997                     |

Найбільші поселення волості:
- Василівка — колишнє власницьке село при річці Довхик за 25 верст від повітового міста, 555 осіб, 114 дворів, православна церква, школа, 2 щорічних ярмарки. За версту — залізнична станція Василівка.
- Петрівка (Юрьївка) — колишнє власницьке село при річці Лозова, 188 осіб, 41 двір, лавка та цегельний завод.

За даними на 1908 рік населення зросло до 2736 осіб (1380 чоловічої статі та 1356 — жіночої), 458 дворових господарств.
Станом на 1916 року: волосний старшина — Чехов Федот Семенович, волосний писар — Пилипенко Андрій Григорович, виконувач обов'язків голови волосного суду — Плутигаренко Антон Дмитрович, секретар волосного суду — Шагов Петро Омелянович. 